# Harry Nelson Pillsbury
Harry Nelson Pillsbury (5. prosince 1872 v Samervillumn, Massachusetts, USA – 17. června 1906) byl americký šachový mistr.
Šachy začal hrát až ve svých sedmnácti letech. V šachovém klubu v Bostonu se mu věnoval C.F.Burrile. Roku 1892 sehrál partii se Steinitzem, ten mu dal výhodu pěšce a tahu a mladého hráče evidentně podcenil, protože jej Pillsbury porazil 2:1. Roku 1893 se zúčastnil turnaje v New Yorku, kde se poprvé utkal s Laskerem. Roku 1984 ukončil své podnikáním na Cony Island a rozhodl se věnovat šachu profesionálně, často hrál simultánní partie a pracoval jako šachový dopisovatel pro noviny. Informoval např. o zápasu Steinitz-Lasker v New Yorku. Zúčastnil se turnaje v Hastingsu 1894/95, kde překvapivě zvítězil. Tehdy skončil před tak vynikajícími šachisty, jako byli: Čigorin, Lasker, Siegbert Tarrasch nebo první mistr světa Wilhelm Steinitz. Po tomto úspěchu byl pozván na superturnaj 4 šachistů do Petrohradu (společně s Laskerem, Čigorinem a Steinitzem) a skončil třetí. V roce 1897 získal poprvé titul mistra USA v zápase s J. W. Showalterem, šampionem byl až do roku 1906.. V dalších turnajích pravidelně obsazoval vysoká místa, přestože ho sužovala těžká choroba. Objevily se hypotézy, že na konci kariéry trpěl mentálními výpadky a tisk informoval o jeho údajném pokusu o sebevraždu skokem z okna philadelphské nemocnice. Zemřel pravděpodobně na následky syfilis.
Jeho silnou stránkou byla simultánní hra a hra naslepo. Okouzlil tím mladého Aljechina a mladého Capablancu, kteří jeho simultánní hru mohli obdivovat při jeho návštěvě v Rusku resp. na Kubě.

## Vybraná partie
Tato Pillsburyho výhra rozhodla o vítězství v Hastingsu 1895.
Pillsbury - Gunsberg
1. d4 d5
2. c4 c6
3. e3 g6
4. Jc3 Sg7
5. Jf3 Jf6
6. Sd3 0-0
7. Je5 dxc4
8. Sxc4 Jd5
9. f4 Se6
10.Db3 b5
11.Sxd5 Sxd5
12.Jxd5 Dxd5
13.Dxd5 cxd5
14.Jd3 Jd7
15.Sd2 Vfc8
16.Ke2 e6
17.Vhc1 Sf8
18.Vxc8 Vxc8
19.Vc1 Vxc1
20.Sxc1 Sd6
21.Sd2 Kf8
22.Sb4 Ke7
23.Sc5 a6
24.b4 f6
25.g4 Jb8
26.bxc5 g5
27.f5 a5
28.Jb4 Kd6
29.c6 Jxc6
30.fxe6 Kxc6
31.Jxc6 dxe4
32.e4 Kd6
33.d5+ b4
34.Ke3 Kxe4
35.Kxe4 a4
36.Kd4 h5
37.gxh5 a3
38.Kc4 f4
39.h6 f4
40.h7 a černý se vzdal 1:0.